# Symfonie nr. 2 (Draeseke)
Felix Draeseke voltooide zijn Symfonie nr. 2 in F majeur opus 25 op 10 juni 1876. Hij begon met dit werk toen hij nog bezig was met zijn eerste symfonie, het was toen 1871. Pas in 1875 pakte hij de draad weer op en rondde de eerste drie delen in april 1876 af en op 10 juni 1876 het vierde. Draeseke keerde met deze symfonie terug naar de klassieke opbouw van een symfonie, het scherzo achter het langzame deel.
De eerste uitvoering vond plaats op 15 februari 1878 door de Sächsische Hofkapelle onder leiding van Ernst von Schuch.
De symfonie vormt als het ware een verbinding tussen de muziek van Ludwig van Beethoven enerzijds en Richard Strauss en Gustav Mahler anderzijds. De muziek van deze tweede symfonie vond haar oorsprong in de zevende symfonie van Beethoven. Net als tijdgenoot Johannes Brahms zal Draeseke eigenlijk vast. Alle symfonieën werden vergeleken met de symfonieën van Beethoven, men wilde een goede opvolger van die componist, terwijl zijn opvolgers juist zich van die componist wilde distantiëren. Andersom is het Allegretto marciale een stuk muziek, dat al licht mahleriaans qua opzet is. Strauss is uiteindelijk in zijn jonge jaren beïnvloed vanwege het feit dat hij als dirigent vaak muziek van Draeseke uitvoerde.

## Delen
- Allegro con moto
- Allegretto marciale
- Allegro comodo
- Presto leggiero

### Orkestratie
- 2 dwarsfluiten, 2 hobo’s, 2 klarinetten, 2 fagotten
- 4 hoorns, 3 trompetten, 2 trombones,
- pauken, triangel
- violen, altviolen, celli, contrabassen

Van het werk is ook een pianotranscriptie gemaakt.

## Discografie
- Uitgave CPO: Radio-Philharmonie Hannover des NDR o.l.v. Jörg-Peter Weigle (1998/1999)